# Hyrynsalmi
Hyrynsalmi és una localitat de Finlàndia administrativament formava part de la província d'Oulu fins a l'abolició de les províncies. Forma part de la regió de Kainuu.